# Gabriel Anton
Gabriel Rudolf Anton (28. července 1858 Žatec – 3. ledna 1933 Halle) byl česko-rakouský neurolog a psychiatr. Proslul studiem psychiatrických důsledků poškození mozkové kůry a bazálních ganglií.

## Život
Narodil se do rodiny žateckého stavitele Karla Antona a jeho manželky Alžběty, rozené Banhausové. Jeho strýcem byl předlitavský ministr zemědělství Anton Banhans.
V roce 1882 získal doktorát na lékařské fakultě UK v Praze. V roce 1887 odcestoval do Vídně, aby se stal spolupracovníkem Theodora Meynerta (1833-1892). V roce 1891 se přestěhoval do Innsbrucku, kde působil jako docent psychiatrie a ředitel univerzitní kliniky. Později (1894) získal místo na univerzitě ve Štýrském Hradci, byl zde jmenován řádným profesorem psychiatrie. V roce 1905 přijal pozvání Karla Wernickeho (1848-1905) na univerzitu v Halle. V roce 1911 se stal členem akademie věd Leopoldina. V Halle nakonec i zemřel.
Byl průkopníkem neurochirurgie. Ve spolupráci s chirurgy Friedrichem Gustavem von Bramannem (1854-1913) a Viktorem Schmiedenem (1874-1945) navrhl nové postupy pro léčbu hydrocefalu.
Spolu s neurologem Josephem Babinskim (1857-1932) objevil poruchu, která je dnes nazývána Anton-Babinského syndrom. Anton poskytl podrobný popis a vysvětlení zvláštních jevů, které toto onemocnění provázejí – pacientovo neuvědomování si zdravotních potíží (anosognosie), anebo dokonce popírání, že určité orgány jsou součástí pacientova těla (asomatoagnosie). Anton prokázal, že příčinou je poškození mozkových struktur a nejde jen o jev psychologický (popření).